# Скрут Володимир Григорович
Володи́мир Григо́рович Скрут (1892—1967) — український підприємець-кондитер та благодійник.

## З життєпису
Народився 1892 року в селі Угерсько, у родині ґмінного писаря Григорія Скрута. Григорій Скрут належав до середнього класу, володів будинком й великим садом.
Володимир закінчив реальну школу на вулиці Сапіжинській, став кондитером. Був здібним учнем, після закінчення школи його залишили інструктором.
З початком Першої світової війни забрали до війська, рядовий Скрут воював на італійському фронті, потім його перекинули на східний. Потрапив до російського полону, у пригоді стала професія — замість табірного бараку куховарив у генеральському маєтку в Оренбурзі.
Після подій у Російській імперії 1917 року повернувся до Станиславова, невдовзі вже працював у популярній цукерні Кровіцького.
Трохи назбиравши грошей, вирішує розпочати власну справу та орендує частину першого поверху в будинку на сучасній вулиці Мазепи й відкриває власну цукерню. Скрут не боявся експериментувати та вигадував нові рецепти, його «Заморожена чоколяда» не мала аналогів у Станиславові. Також справі сприяло те, що він використовував передове європейське обладнання — фольгу і форми замовляв у Швейцарії, придбав перший у Станиславові холодильник. Велика увага приділялася й рекламі, кондитерські вироби мали яскраві кольорові обгортки з фірмовим логотипом, написи польською і українською мовами. Першим серед місцевих кондитерів Скрут почав пакувати цукерки в коробки — до того продавалися на вагу. Коробки були розраховані на дітей — у вигляді автомобілів, літаків, пароплавів та навіть танків. Проводилися змагання — до прикладу, на звороті обгорток друкувалися літери, з них треба було скласти фразу «ЧЕКОЛЯДА В. СКРУТА», принести у цукерню та отримати нагороду — футбольний м'яч чи нікельований годинник. Найбільш популярним було скрутівське морозиво на молоці й жовтках.
Також Володимир Скрут працював на замовлення — організовував солодкі столи на бенкети, весілля, карнавали, фірмовими «родзинками» вважалися шоколадні й карамельні фонтани. Продукцію возили по всіх повітах Станиславівського воєводства, та до Стрия і Львова.
1930 року підприємництво виходить на новий рівень — Володимир Скрут у єврея Хаїма Фогеля викупив усю кам'яницю на Мазепи, 4.
1939 року прийшли перші совіти, цукерню закрили, однак власника не чіпали. Скруту лишили одну кімнату, в решті поселилися військовики. Скрута «попросили подарувати» наручний годинник, автомобіль Форд теж забрали — до міської пожежної частини.
1941 року радянські війська відкотилися зі Станіславова, німці відновили приватний бізнес у місті, але цукерня Скрута не відкрилася — Володимир усю війну судився з міською управою, щоби повернути будинок, виграв суд лише перед другими совітами. Того часу на життя заробляв, працюючи в зеленому господарстві — саджав дерева, розплановував клумби.
1944 року побрався з Іванною Лопатинською, того ж року народився син Володимир. 1945 року на світ з'явився другий син, 1947-го — донька.
До Сибіру не вислали — знову врятувала кулінарія: влітку 1944-го у Моршині стояв великий червоний військовий штаб, Володимира викликали туди кухарем. Згодом Скрут розповідав, ніби сам маршал Ворошилов розпорядився, аби йому дали спокій.
Після закінчення війни Володимир повернувся до власного будинку, де Скрутам «люб'язно» виділили кімнату з кухнею — у приміщенні цукерні відкрили галантерейний магазин, у прибудові — кухню їдальні.
Згодом його на кондитерську фабрику імені Комсомолу запросили бригадиром (до того часу на підприємство забрали більшу частину обладнання Скрута).
На початку 1960-х перейшов працювати до харчосмакової фабрики — у нововідкритий вафельний цех.
Помер 1967 року, похований на цвинтарі, що на вулиці Київській.
15 вересня 2017 року в Івано-Франківську на фасаді будинку (вул. Мазепи, 4) відкрито анотаційну дошку станіславському кондитеру та благодійнику, засновнику «Цукерні у Скрута» Володимирові Скруту.